# قائمة ميداليات الألعاب البارالمبية الصيفية 1964

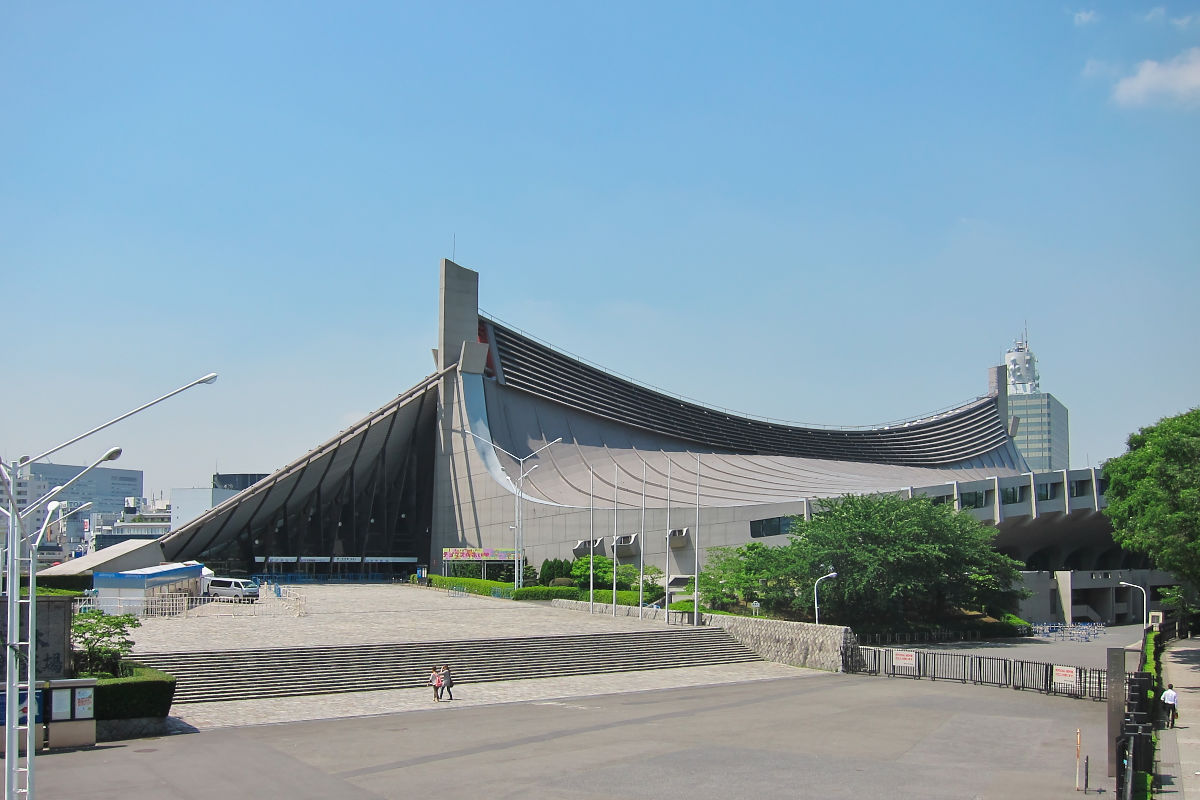
استضافت صالة يويوغي الوطنية للألعاب الرياضية حفل اختتام الألعاب.

الألعاب الدولية الثالثة عشرة لستوك مانديفيل، والتي عُرفت لاحقًا باسم الألعاب البارالمبية الصيفية لعام 1964، هي حدث دولي متعدد الرياضات أقيم في طوكيو باليابان، من 3 إلى 12 نوفمبر 1964، حيث تنافس الرياضيون المصابون بالشلل النصفي والشلل الرباعي ضد بعضهم البعض. كانت ألعاب ستوك مانديفيل بمثابة مقدمة للألعاب البارالمبية التي نظمها السيد لودفيج جوتمان لأول مرة في عام 1948. يصنف جدول الميداليات هذا اللجان البارالمبية الوطنية المتنافسة حسب عدد الميداليات الذهبية التي فاز بها رياضيوها.
مُنحت 418 ميدالية في 9 رياضات. فاز 17 رياضيًا من أصل 19 لجنة وطنية بارالمبية (NPCs) مشاركة بميدالية واحدة على الأقل، حيث حصلت الولايات المتحدة على أكبر عدد من الميداليات الذهبية، بواقع 50 ميدالية، وأكبر عدد في مجموع الميداليات، بواقع 123 ميدالية حصلت الدولة المضيفة اليابان على 10 ميداليات في الألعاب: 1 ذهبية، و5 فضية، و4 برونزية. وكانت اللجان البارالمبية الوطنية التي ظهرت لأول مرة اليابان وجنوب أفريقيا والسويد وفيجي. فرغم حظر جنوب أفريقيا من المشاركة في الألعاب الأولمبية، إلا أنها كانت حاضرة في الألعاب البارالمبية عام 1964.
ومن بين الرياضيين الذين قدموا أداءً متميزًا مارغريت هاريمان من روديسيا التي فازت بميداليتين ذهبيتين في الرماية، وسيرج بيك من فرنسا الذي فاز بميداليتين ذهبيتين فرديتين وميدالية ذهبية واحدة وميدالية فضية واحدة مع الفريق. بينما فاز ديك تومسون من المملكة المتحدة بميداليتين ذهبيتين فرديتين وميدالية فضية وميدالية برونزية في ألعاب القوى. كما فاز رون شتاين من الولايات المتحدة بستة ميداليات ذهبية وفاز دانييل إيراسموس من جنوب أفريقيا بميداليتين ذهبيتين وميداليتين فضيتين في ألعاب القوى.

## جدول الميداليات
يعتمد الترتيب في هذا الجدول على المعلومات المقدمة من طرف اللجنة البارالمبية الدولية (IPC) ويتوافق مع اتفاقية اللجنة في جداول الميداليات المنشورة. افتراضيًا، يرتب الجدول حسب عدد الميداليات الذهبية التي فاز بها الرياضيون من دولة ما (في هذا السياق، "الدولة" هي كيان ممثل بواسطة اللجنة البارالمبية الوطنية). وبعد ذلك يؤخذ بعين الاعتبار عدد الميداليات الفضية، ومن ثم عدد الميداليات البرونزية. إذا ظلت الدول متعادلة، تعطى نفس الترتيب بشكل متساوٍ وتدرج أبجديًا حسب رموز بلدان اللجنة الأولمبية الدولية.
مع بعض الاستثناءات، ساهمت كل فعالية بميدالية واحدة من كل نوع على الجدول (رغم أنه بالنسبة لأحداث الفريق، مُنحت ميداليات مادية متعددة بالفعل). مُنحت ميداليتين برونزيتين في منافسات الرماية والسنوكر وتنس الطاولة. لم تُمنح الميداليات الفضية أو البرونزية في بعض مسابقات السباحة.
سيطرت الولايات المتحدة على ترتيب الميداليات. بينما جاءت بريطانيا العظمى في المركز الثاني، ثم تلتها إيطاليا وأستراليا وروديسيا.
- لفرز هذا الجدول حسب الدولة أو إجمالي عدد الميداليات أو أي عمود آخر، انقر فوق الرمز الموجود بجوار عنوان العمود.

  *   البلد المضيف ( اليابان)
| المرتبة | NPC              | ذهبية | فضية | برونزية | المجموع |
| ------- | ---------------- | ----- | ---- | ------- | ------- |
| 1       | الولايات المتحدة | 50    | 41   | 32      | 123     |
| 2       | بريطانيا العظمى  | 18    | 23   | 20      | 61      |
| 3       | إيطاليا          | 14    | 15   | 16      | 45      |
| 4       | أستراليا         | 12    | 11   | 7       | 30      |
| 5       | رودسيا           | 10    | 5    | 2       | 17      |
| 6       | جنوب إفريقيا     | 8     | 8    | 3       | 19      |
| 7       | إسرائيل          | 7     | 3    | 11      | 21      |
| 8       | الأرجنتين        | 6     | 15   | 16      | 37      |
| 9       | ألمانيا الغربية  | 5     | 2    | 5       | 12      |
| 10      | هولندا           | 4     | 6    | 4       | 14      |
| 11      | فرنسا            | 4     | 2    | 5       | 11      |
| 12      | النمسا           | 4     | 1    | 7       | 12      |
| 13      | اليابان*         | 1     | 5    | 4       | 10      |
| 14      | بلجيكا           | 1     | 0    | 2       | 3       |
| 15      | سويسرا           | 0     | 1    | 0       | 1       |
| 16      | مالطا            | 0     | 0    | 2       | 2       |
| 17      | السويد           | 0     | 0    | 1       | 1       |
| المجموع | المجموع          | 144   | 138  | 137     | 419     |